# Thasup
Davide Mattei (Fiumicino, 17 de marzo de 2001), conocido por su nombre artístico Tha Supreme o Thasup, es un rapero y productor discografico italiano.

## Carrera
Su primer éxito comercial fue gracias al sencillo "Perdonami" del rapero italiano Salmo, que él mismo produjo. Tras el éxito de "Perdonami", Tha supreme continuó lanzando canciones por su cuenta y produciendo con otros artistas como Marracash, Gemitaiz and Madman, Izi también con su hermana, Mara Sattei. Su álbum de debut 23 6451 (estilizado por LE BASI, italiano para "The basics") fue lanzado el 15 de noviembre de 2019, alcanzando 13 millones de reproducciones en 24 horas.
También apareció en dos sencillos italianos número uno: "Yoshi" con Machete y "Supreme - L'ego" de Marracash y Sfera Ebbasta.
El 30 de septiembre de 2022, tha Supreme lanzó su segundo álbum c@ra++ere s?ec!@le  ("Carattere Speciale"), que fue precedido por los singles m%n ("Moon"), lanzado el 22 de Octubre del 2021, s!r¡ ("Siri") lanzado el 15 de Julio de 2022, y okk@pp@ ("Okkappa"), lanzado el 23 de Septiembre de 2022. El álbum consiste en 20 canciones y once colaboraciones

## Controversias
El 7 de diciembre de 2021, Tha Supreme subió un estado en su cuenta de Instagram, diciendo que, El cantante Blanco había su música y nunca le había dado créditos o mencionado por ello, fingiendo que no sabía nada sobre ello cuando le preguntaron en las entrevistas.  La publicación fue eliminada varios días después.

## Discografía
Álbumes
| Título                                                 | Detalles del álbum                                                                                     | Posiciones pico en el gráfico | Posiciones pico en el gráfico | Certificaciones     |
| Título                                                 | Detalles del álbum                                                                                     | ITA                           | SWI                           | Certificaciones     |
| ------------------------------------------------------ | --- | ----------------------------- | ----------------------------- | ------------------- |
| 23 6451 ("Le base")                                    | - Lanzamiento: 15 de noviembre de 2019 - Etiqueta: Épica - Formatos: CD, LP, descarga, streaming       | 1                             | 32                            | - FIMI : 3× Platino |
| Características especiales                             | - Lanzamiento: 30 de septiembre de 2022 - Disquera: Sony Music - Formatos: CD, LP, descarga, streaming | 1                             | 11                            | - FIMI : Platino    |
| "—" denota un elemento que no se registró en ese país. | |                               |                               |                     |

### Singles

#### Como artista principal
| Título                                       | Año  | Posiciones pico en el gráfico | Certificaciones | Álbum                      |
| Título                                       | Año  | ITA                           | Certificaciones | Álbum                      |
| -------------------------------------------- | ---- | ----------------------------- | --------------- | -------------------------- |
| "6pica"                                      | 2017 | —                             |                 | Sin álbum                  |
| "5olo"                                       | 2018 | 36                            | - FIMI : Oro    | 23 6451                    |
| "Scuola4"                                    | 2018 | 20                            |                 | 23 6451                    |
| "Oh 9od" (con Nayt)                          | 2018 | 27                            |                 | 23 6451                    |
| "m8nstar"                                    | 2019 | 17                            |                 | 23 6451                    |
| "Blun7 a Swishland"                          | 2019 | 1                             |                 | 23 6451                    |
| "0ffline" (con bbno$)                        | 2020 | 11                            |                 | 23 6451                    |
| "M%n"                                        | 2021 | 2                             |                 | Características especiales |
| "S!r!" (presentando a Lazza y Sfera Ebbasta) | 2022 | 1                             |                 | Características especiales |
| "Ok@pp@"                                     | 2022 | 9                             |                 | Características especiales |

| Título                                                                        | Año  | Posiciones pico en el gráfico | Álbum                          |
| Título                                                                        | Año  | ITA                           | Álbum                          |
| ----------------------------------------------------------------------------- | ---- | ----------------------------- | ------------------------------ |
| "Yung" (Dani Faiv con Tha Supreme)                                            | 2019 | —                             | Articulación de Frutas + Gusto |
| "Yoshi" (remix) (Machete con Tha Supreme, Fabri Fibra, J Balvin y Capo Plaza) | 2019 | 1                             | Sin álbum                      |
| "Fuori e dentro" (Gemitaiz y Madman con Tha Supreme)                          | 2019 | 2                             | Escatola Nera                  |
| "Supreme - L'ego" Marracash con Tha Supreme y Sfera Ebbasta)                  | 2019 | 1                             | Persona                        |
| "Calmo" (Shiva con Tha Supreme)                                               | 2020 | 1                             | EP de rutina                   |
| "Merde di rap" (Nitro con Tha Supreme y Gemitaiz)                             | 2020 | 10                            | Basura                         |
| "Rap shit" (Young Miles con Tha Supreme)                                      | 2020 | 66                            | Años fallidos                  |
| "marymango" (Ghali con Tha Supreme)                                           | 2020 | 6                             | ADN                            |
| "Dilemme" (Remix) (Lous and the Yakuza con Tha Supreme y Mara Sattei)         | 2020 |                               |                                |